# 未识之神
未识之神（希腊语：Άγνωστος Θεός，Agnostos Theos）是在奥林匹斯十二主神和无数的小神之外，古希腊人所敬拜的一位神。在雅典有一座神庙专门供奉未识之神，雅典人经常“以未识之神之名”发誓。阿波罗多洛斯，斐洛斯脱拉德（Philostratus）和保萨尼亚斯都写到了未识之神。未识之神并不是一位特定的神，而是一个预留位置，留给确实存在，但其名称和性质并未透露给雅典人或希腊化世界的神。 
根据第欧根尼·拉尔修的记载，雅典曾经处于瘟疫的绝望中，埃庇米尼得斯带了一群羊到亚略巴古，并放了它们。这些羊在雅典和周围的小山游荡。只要一只羊在一个地方停下来，就将它作为献给这个地方的神的祭品。雅典的许多花园和建筑物与特定的男神或女神相关，所以都建有相应的祭坛。然而，至少有一只羊，把雅典人带到了没有与之相应的神的地点，因此在此建立了一座祭坛，上面没有刻神的名字。

## 保罗在雅典
根据新约使徒行传记载，使徒保罗在访问雅典时，看见一座祭坛，上面写着：献给未识之神。他受邀到亚略巴古，向雅典的精英发表了如下讲话：
22保罗站在亚略巴古当中，说，诸位，雅典人哪，我看你们凡事都很敬畏鬼神。.
23我经过各处的时候，仔细观看你们所敬拜的，遇见一座坛，上面写着：给未识之神。你们所不认识而敬拜的，我现在传给你们。 
24创造宇宙和其中万物的神，既是天地的主，就不住人手所造的殿，
25也不用人手服事，好像缺少什么，自己倒将生命、气息、万物赐给万人。
26祂从一本造出万族的人，住在全地面上，并且豫先定准他们的时期，和居住的疆界，
27要叫他们寻求神，或者可以揣摩而得，其实祂离我们各人不远； 
28因我们生活、行动、存留都在于祂，就如你们中间有些作诗的说，原来我们也是祂的族类。  
29我们既是神的族类，就不当以为那神圣的，像人用手艺、心思所雕刻的金、银、石头一样。 
30世人蒙昧无知的时候，神并不鉴察，如今却吩咐各处的人都要悔改，
31 因为祂已经定了日子，要藉着祂所设立的人，按公义审判天下；祂已叫这人从死人中复活，供万人作可信的凭据。——使徒行传 17:22-17:31